# Hipparchos (Schauspieler)
Hipparchos war ein griechischer Schauspieler des 4. Jahrhunderts v. Chr. aus Korinth. Er zählte wie der Dichter Xenokleides zur Kundschaft der Hetäre Neaira, Sklavin der Nikarete.

## Quelle
- Pseudo-Demosthenes or. 59
  - Deutsche Übersetzung in: Kai Brodersen: Frauen vor Gericht. Antiphon, Gegen die Stiefmutter, und Apollodoros, Gegen Neaira (Demosthenes 59). Wiss. Buchgesellschaft, Darmstadt 2004 (Texte zur Forschung, 84), ISBN 3-534-17997-8.

| Personendaten    | Personendaten                     |
| ---------------- | --------------------------------- |
| NAME             | Hipparchos                        |
| KURZBESCHREIBUNG | antiker griechischer Schauspieler |
| GEBURTSDATUM     | 4. Jahrhundert v. Chr.            |
| GEBURTSORT       | Korinth                           |
| STERBEDATUM      | 4. Jahrhundert v. Chr.            |